# Sydney Harbour Bridge

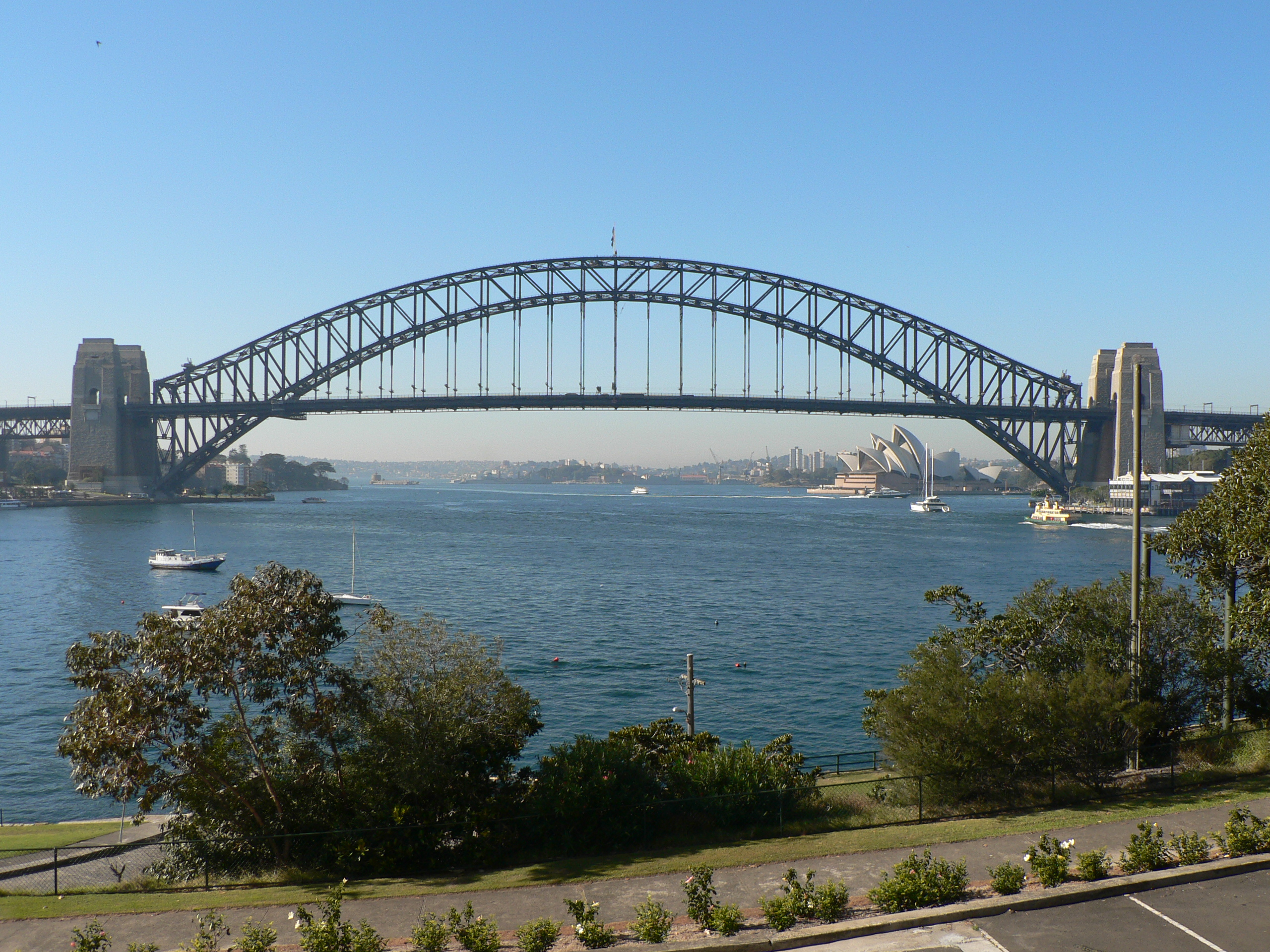
Harbour Bridge

Sydney Harbour Bridge je most, který přemosťuje přístav Port Jackson v australském Sydney. Tato gigantická ocelová konstrukce spočívá na čtyřech mohutných žulových pilířích. Přemosťuje Port Jackson ve výšce 59 metrů. Celková délka mostu činí 1150 m. Samotný oblouk má rozpětí 503 m a jeho vrchol se nachází 134 m nad hladinou moře. Výstavba mostu, jehož autorem je železniční stavitel John Bradfield, trvala 8 let (od roku 1924 do roku 1932). Australané mu říkají v narážce na jeho tvar Coat hanger (Ramínko na šaty).[zdroj?]